# Zenuwspiraal

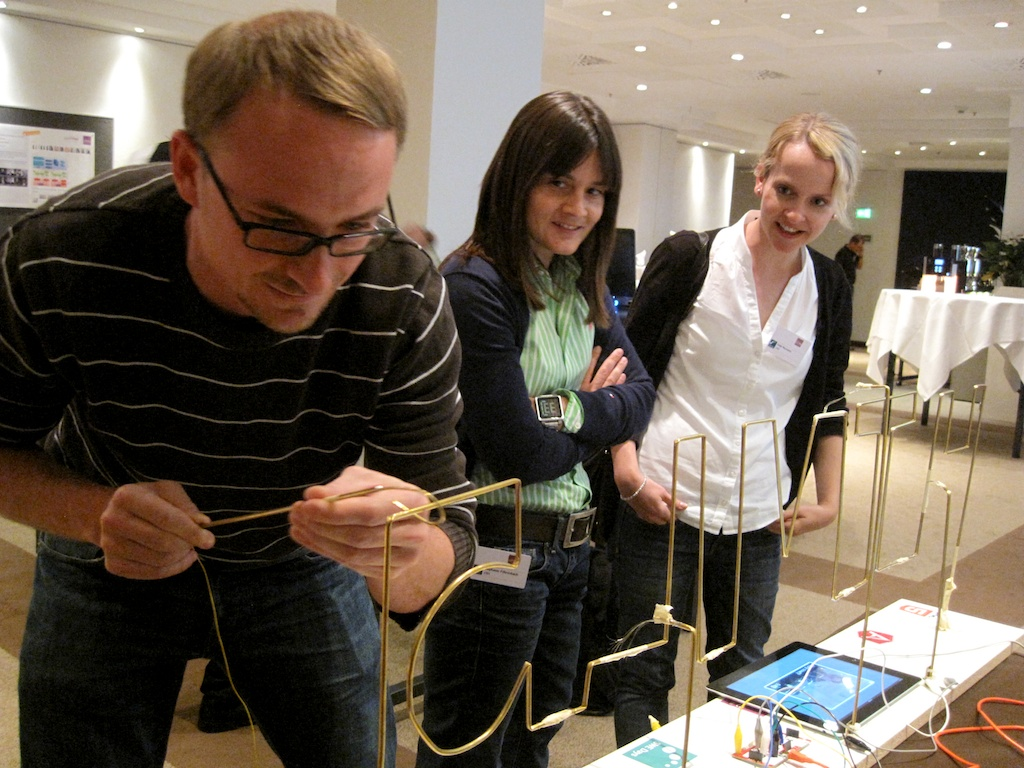
Een zenuwspiraal in gebruik

Een zenuwspiraal, bibberspiraal of kortweg spiraal is een behendigheidsspel waarin een ring langs een draad van de ene uiteinde naar de andere uiteinde moet worden gebracht zonder die draad aan te raken. Als de speler met de ring de draad aanraakt, gaat er een lampje branden of een zoemer af. Dit spel op batterijen of aangesloten op het lichtnet test de oog-handcoördinatie en de fijne motoriek van de speler.
Bij sommige zenuwspiralen zijn er één of meerdere rustpunten. Als de draad dan geraakt wordt, moet de speler terug naar het laatst gepasseerde rustpunt, waarna een nieuwe poging kan worden ondernomen. Bij zenuwspiralen in spelprogramma's op televisie worden vaak rustpunten gebruikt, en worden speeltijden bekort waardoor de druk op de speler toeneemt.

## Zenuwspiraal en elektriciteit
Een schakelaar dient om een stroomkring te openen en te sluiten. De ring van een zenuwspiraal is eigenlijk een schakelaar: als de draad hiermee wordt geraakt, wordt de stroomkring gesloten, zodat het lampje of de zoemer wordt geactiveerd.

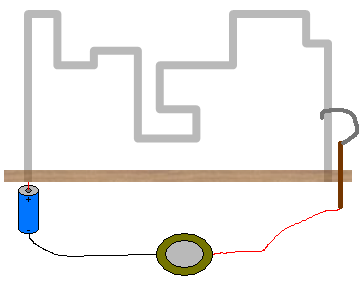
Zenuwspiraal met het rondje tegen de draad

## De zenuwspiraal op televisie
In verschillende televisieprogramma's komt er een zenuwspiraal voor:
- De Fl. 100.000,- gulden show (Veronica, 1990/1995)
- Energy Survival
- Staatsloterij € 100.000 Show
- De Willem Ruis Lotto Show
- Domino Day 2007 (tweede Builders Challenge met acht ringen langs een rechte lijn)
- Efteling TV: De Schatkamer (Pythonspiraal)
- Lang leve de tv!
- The Big Escape
- Keep It Cool (o.a. het eindspel)
- De Alleskunner (in aflevering 9)
- Big Brother (2× in seizoen 2021)
- Stilte AUB! (in aflevering 2)
- Een jaar van je leven(o.a. in de finale)
- Wie is de Mol? (in aflevering 2 van seizoen 23)
- Back to the hype (de winnaar krijgt een trofee met een zenuwspiraal)
- Bestemming X (2× X-spiraal in de mijnen en in de finale)

## Variaties
Een populair gezelschapsspel gebaseerd op de zenuwspiraal is Dokter Bibber.
Bij computerspellen gebaseerd op de zenuwspiraal moet de muiscursor worden voortbewogen door een doolhof zonder de zijwanden aan te raken. Een populaire practical joke die viraal ging was The Maze, een spel in 2004 ontworpen door Jeremy Winterrowd om spelers ervan te laten schrikken met een plotselinge gil (internet screamer) samen met een plotselinge verschijning van de afbeelding van het filmpersonage Regan MacNeil (Linda Blair) uit de horrorfilm The Exorcist. Opnieuw kreeg het spel aandacht toen gefilmde reacties van spelers werden gepubliceerd op YouTube.
Ook het tv-programma "Stilte AUB", dat sinds 12 maart 2021 op SBS6 wordt uitgezonden, is gebaseerd op de zenuwspiraal. In dit programma moeten kandidaten allerlei themakamers trotseren zonder hierbij meer dan 50 dB geluid te maken, anders zijn ze af.